# Rabbinerseminar Wilna

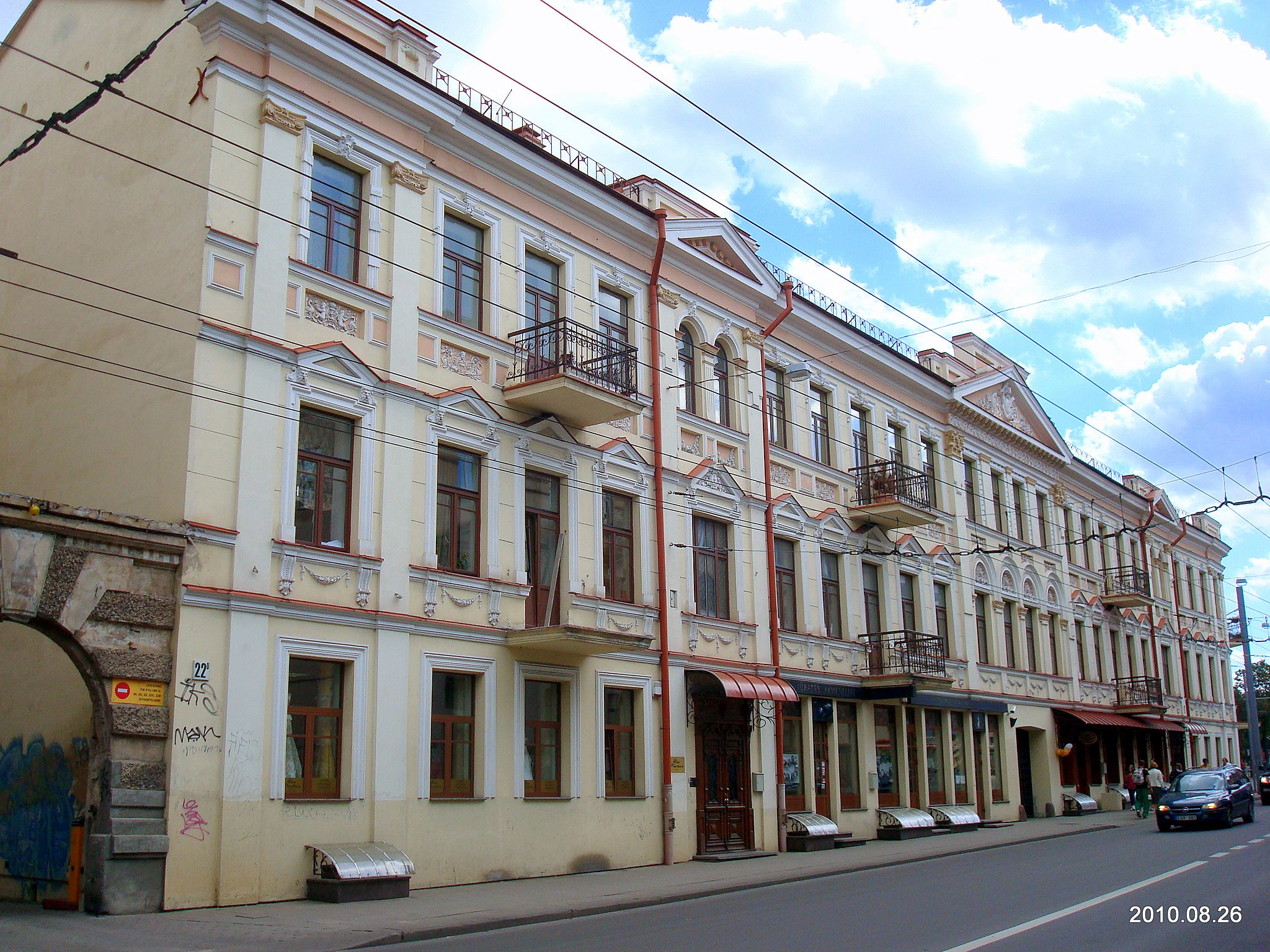
Pylimo Straße Nr. 22 D

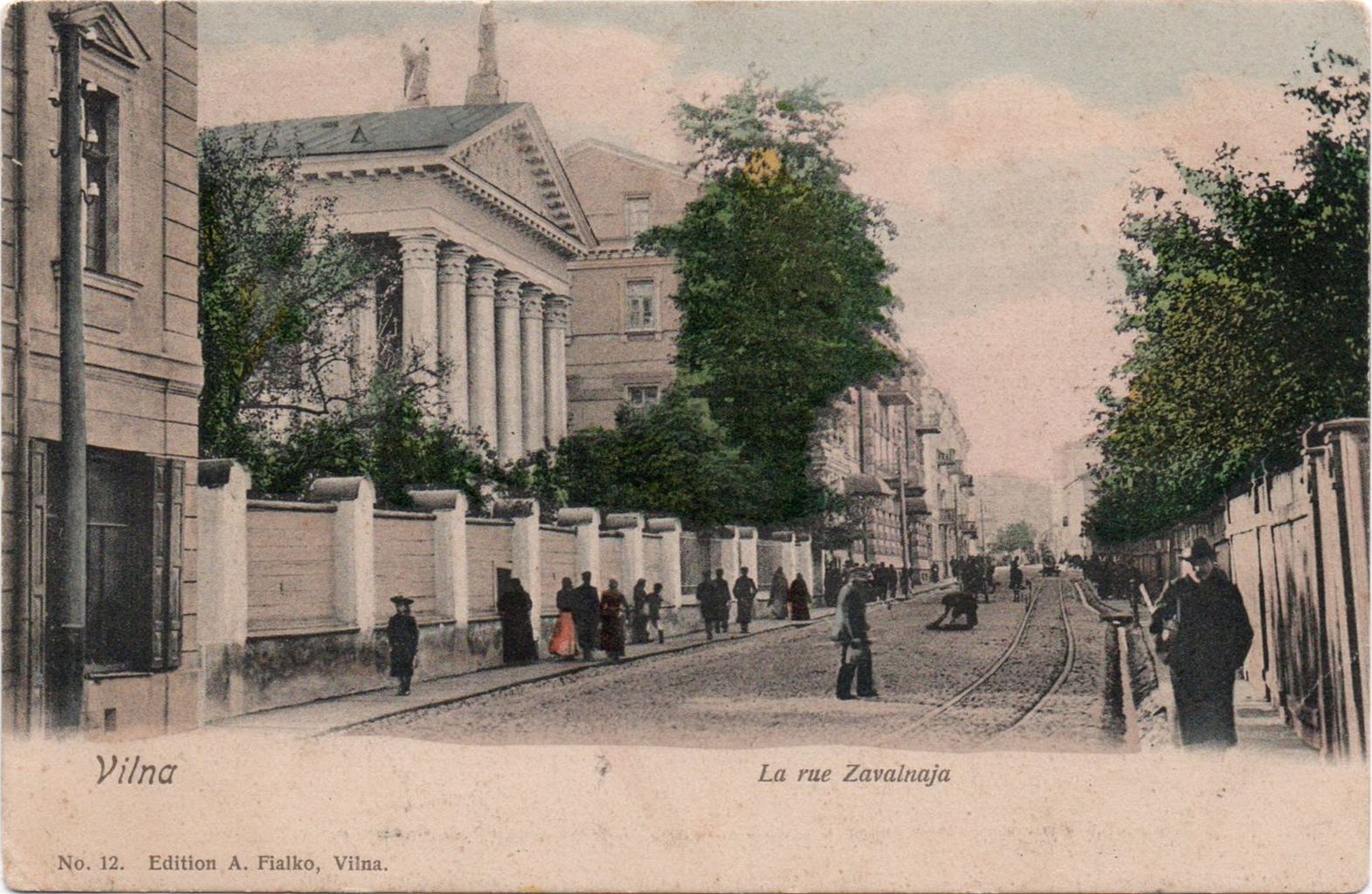
Blick in die Wallstraße in Wilna um 1900 (französisch Le rue Zavalnaja)

Das Rabbinerseminar in Wilna (hebräisch בית המדרש לרבנים בווילנה) war ein staatlich gefördertes und verwaltetes Seminar zu Zeiten des Russischen Zarenreiches von Nikolaus I. und Alexander II. in Wilna (heute Vilnius Hauptstadt von Litauen) und wurde gleichzeitig mit dem Rabbinerseminar Schitomir im Jahre 1847 gegründet. Es befand sich in der Nähe der Altstadt, in einem gemieteten Gebäude an der Zaval'naja ulica, (litauisch Pylimo gatvė 22 D) für Wallstraße.
Das Rabbinerseminar bestand von 1847 bis 1873, bildete Lehrer für jüdische staatliche Grundschulen im Ansiedlungsgebiet und Rabbiner für den Staatsdienst aus und gehörte zu den ersten höheren jüdischen staatlichen Schulen.

## Geschichte des Seminars

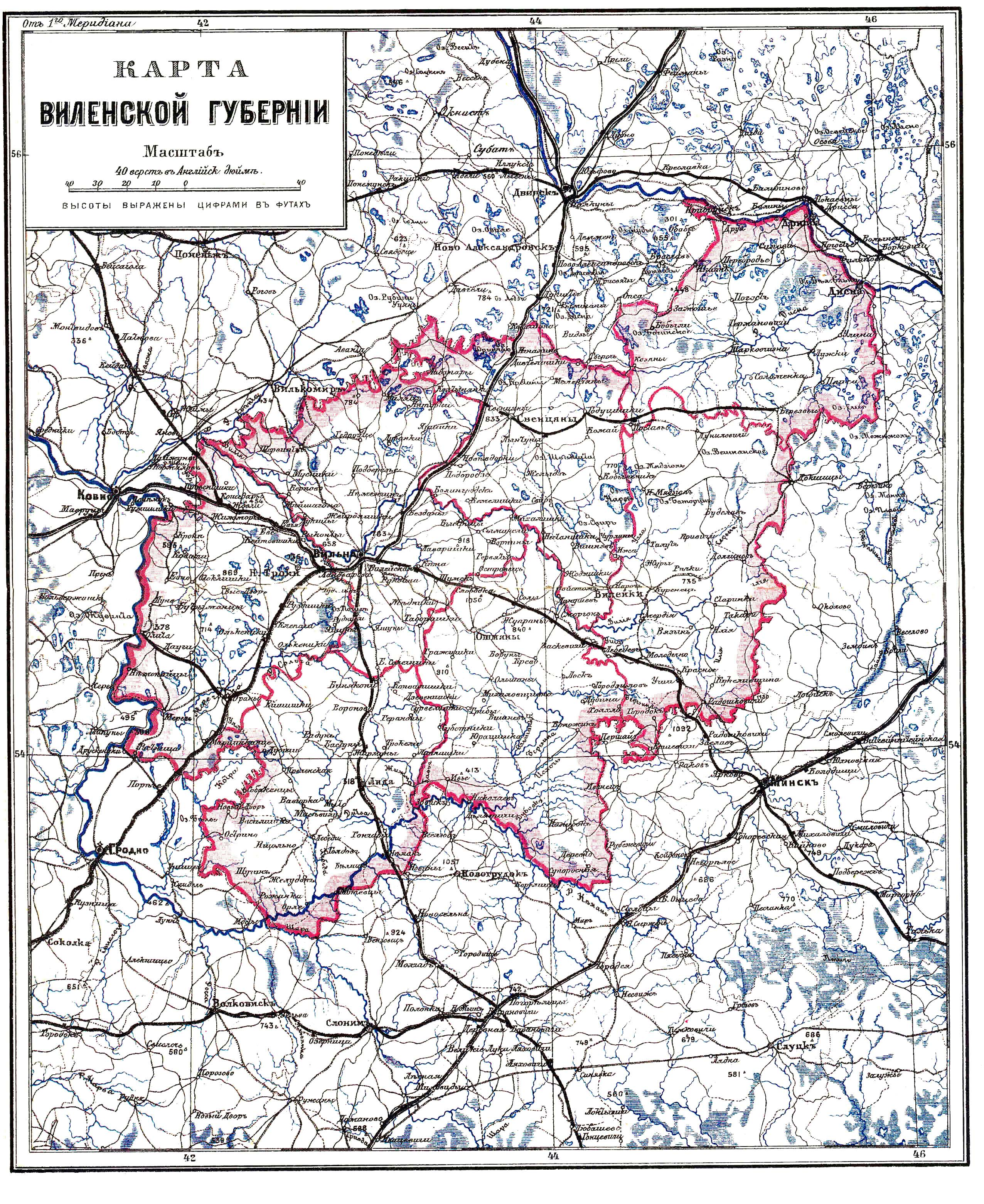
Gouvernement Wilna (1897)

### Unter Nikolaus I. die Initiatoren der Rabbinerseminare Wilna und Schitomir
Um die jüdischen Bildungsreformvorgaben von Zar Nikolaus und seinem Minister für Volksbildung Sergei Semjonowitsch Uwarow im Jahre 1845 umzusetzen, entwickelten jüdische Gelehrte die Idee von Rabbiner- und Lehrerseminaren, mussten aber für die Leitung einen vom Staat vorgegebenen christlichen Inspektor und offizielle Lehrbücher hinnehmen.
Der deutsche Rabbiner Max Lilienthal wurde in Abstimmung mit dem Bildungsminister Uwarow gebeten, ein neues Schulsystem für jüdische Schüler auszuarbeiten, eine Bildungsreform zur Eingliederung der Juden in das russische Staatssystem.

“Überhaubt muss mit viel Schonung und Umsicht gehandelt werden, sowohl was die Wahl der Lehrer, der Schulgegenstände, der Anzahl der täglichen Stunden, die Regulierung der Melamdin  und bestehenden Schulen betrifft. Eine Anlehnung an die 1800 jährige Gewohnheit und ein allmähliges, consequentes Entwickeln des neuen Erziehungssystems wird – wie Deutschlands Beispiel es lehrt, wo sien Jeschiboth ohne fremden Einfluss von selbst verschwanden, weit segensreicher wirken, als wenn gewaltsam alles Alte über den Haufen geworfen und fremdes dem Volke undenkbares Neue an dessen Stelle gesetzt wird.”

### Die Rabbinerkommission in St. Petersburg 1843
Mit dem Erlass des Zaren (Ukas) vom 22. Juni 1842 sollte eine Rabbinerkommission in St. Petersburg einberufen werden und diese Zielstellung weiter auszuarbeiten und über die Schulpläne Lilienthals zu entscheiden. Hier sollten nach dem Erlass aus den von vier von Juden bewohnten Generalgouvernements je ein Rabbiner benannt werden. Max Lilienthal oblag die Aufgabe, die Kommission einzuberufen. Bei Adolphe Crémieux und Moses Montefiore stieß er auf Ablehnung, da keine offizielle Einladung der Regierung ausgesprochen wurde, konnte aber den orthodoxen Rabbiner Menachem Mendel Schneersohn (1789–1866) des weißrussischen Gouvernement Minsk und für das Wilnaer Gouvernement den Toralehrer und Rabbiner Ḥayim ben Yitsḥak von Volozhin (1749–1821) gewinnen. Mit den beiden weiteren Teilnehmern folgten Uvarow und Lilienthal nicht dem Erlass und nominierten den jüdischen Bankier aus Berdytschiw Israel Halparin für das Gouvernement Wolhynien und den Direktor der jüdischen Schule Odessas den jüdischen Gelehrten Bezalel Stern für das Gouvernement Cherson. Als Übersetzer, Protokollant und Sekretär benannten sie den jüdischen Studenten Leon Aryeh Loeb Mandelstam (1819–1889).
Die Einberufung der Rabbinerkommission in St. Petersburg erfolgte am 18. Mai 1843 und fand hinter verschlossenen Türen statt.
Im Jahre 1845 sollte die Umsetzung der Beschlüsse für die staatlichen Schulen Lilienthal übergeben werden, der aber das Land verließ und so wurde Leon Aryeh Loeb Mandelstam zum Experten für jüdische Angelegenheiten im Bildungsministerium Russlands ernannt und vermittelte in den ersten 10 Jahren (1847–1857) des Bestehens des Seminars zwischen Regierung und den Lehrern und organisierte die Produktion von Seminarlehrbüchern.
Zeitweise gab es auch aufgeschlossene traditionelle Rabbiner und Lehrer unter den Gründern der Seminare, die beabsichtigten, die vom Staat oder von radikalen jüdischen Reformern diktierten Veränderungen vorherzusehen und zu moderieren, stießen dabei aber auf Kritik und Misstrauen in den eigenen Reihen. Als Beispiel zählt Israel Salanter ein Anhänger der Mussar-Bewegung, dem man die Leitung des Seminars anbot, der sich aber weigerte, eine solche, nach seinen Worten, gotteslästerische Anstalt zu übernehmen.
Das im Ansiedlungsrayon liegende Gouvernement Wilna hatte einen 12- bis 14-prozentigen jüdischen Bevölkerungsanteil. Im Gebiet von Wilna wurde Polnisch und Jiddisch gesprochen. Die Regierung deklarierte Russisch als die offizielle Unterrichtssprache für jüdische Schulen, aber die Unkenntnis dieser Sprache bedeutete, dass Deutsch bis zur erzwungenen Integrationspolitik nach dem polnischen Januaraufstand von 1863 verwendet wurde.
Zur Eröffnung der Schule 1847 gab es 44 Schüler, Ende der 1850er Jahre waren es 300 und in den 1860er Jahren 400 Einschreibungen.

### Unter Alexander II.

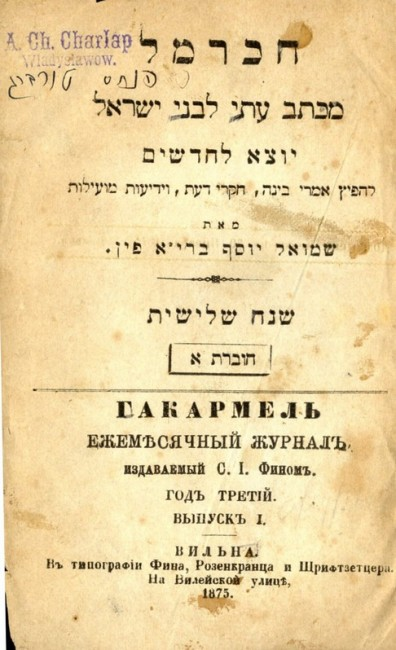
Ha-Karmel

Im Jahre 1856 genossen die Absolventen des Seminars neue Privilegien wie die Befreiung vom Militärdienst und von einigen Steuern, Ortsfreiheit, Anerkennung ihrer Diplome an Universitäten und Zulassung zum öffentlichen Dienst für jüdische Akademiker ab dem Jahre 1861.
Unter der Schirmherrschaft des Kaufmannes der zweiten Gilde Aaron Lebensohn (Ehrenamt als amtlicher Aufseher 1859–1873), Sohn von Abraham Dob Lebensohn, umfasste das Seminar in Wilna ein Kulturzentrum mit einer Bibliothek, eine Sabbatschule, ein Waisenhaus und einen Hilfsfonds.
Ab dem Jahre 1861 verfassten die Schüler und Lehrer des Seminars wöchentlich eine russische Beilage zur hebräischen Zeitschrift Ha-Karmel (haKkarmel).
Zu Beginn der 1870er Jahre begann die revolutionäre Bewegung, Anhänger aus dem Rabbinerseminar anzuziehen, darunter, Aaron Isaakowitsch Sundelewitsch, Aharon Samuel Lieberman, Waldemar Jochelson und Lev Kantor.
Das Rabbinerseminar hatte seine Funktion der Akkulturation der jüdischen Bevölkerung erfüllt. Die russische Regierung empfand solche Institutionen in dieser frühen revolutionären Periode als zunehmend politisch riskant.
Im Jahre 1873, nach der Änderung der Staatspolitik gegenüber Polen und mit dem Stopp der Bildungsreform unter dem Bildungsminister Graf Dmitri Andrejewitsch Tolstoi, wurden die Seminare in Wilna und Schitomir in jüdische Lehrerausbildungsinstitute umgewandelt.
Das Hauptaugenmerk der Einrichtung lag auf der Philologie und brachte eine neue jüdisch-russische Elite hervor.

### Die Regeln
Das Seminar nahm Jungen ab dem Alter von 10 Jahren auf, sowohl zahlende Schüler als auch Stipendiaten, wobei Lehrerkinder, Waisen und Arme bevorzugt wurden. Die Unterbringung erfolgte im Internat unter christlicher Leitung. Die Kapazität des schuleigenen Wohnheims umfasste 65 Plätze. Von den Schülern wurde eine doppelte Loyalität, gegenüber dem Staat, den jüdischen Traditionen und der jüdischen Religion, gefordert. Es wurde eine Schuluniform mit Schirmmütze getragen.
Die Schüler erhielten eine siebenjährige jüdische und allgemeine Sekundarschulausbildung, gemäß den Grundsätzen der Haskala, einschließlich traditioneller jüdischer Bildungselemente, wie Bibelstudien, Talmud, Ethik, jüdisches Recht, jüdische Geschichte sowie aramäische und hebräische Sprache und Literatur. Zur allgemeinen Ausbildung zählten russische Geschichte, russische Sprache, Geometrie, Astronomie, Algebra, Trigonometrie, Weltgeschichte, Handschrift, Zeichnen und Geographie.
Zum Abschluss der Ausbildung folgte entweder eine einjährige Lehrerausbildung oder eine zweijährige Ausbildung für das Rabbinat. Die Stipendiaten waren verpflichtet, für einen obligatorischen Zeitraum von 6–10 Jahren zu unterrichten.

### Finanzen
Für den finanzielle Unterhaltung der Schulen wurde ein Teil der jüdischen Schabbatkerzen– und Koscherfleischsteuer verwendete.

### Direktoren
- 1847–1851: Iwan K. Waschjewitsch (1797–1859) (polnisch: Iwan K. Waszkiewicz, russisch Вашкевич Иван Христофорович)[15]
- 1851–1863 Kassian Antonowitsch Pawlowski[16]
- 1863–1866 Pjotr Alexejewitsch Bessonow[17]
- 1866–1872 Nikolaj Sobchakow[18]

### Bekannte Lehrer (Auswahl)
Sekundarschullehrer unterrichteten Allgemeinbildung und renommierte jüdische Aufklärer (Maskilim) unterrichteten jüdische Fächer.
- Abraham Dob Lebensohn
- Kalman Schulmann
- Josua Steinberg (Yehoshu'a Steinberg), Grammatiker, Sprachlehrer und Übersetzer, Nachfolger von Abraham Dob Lebensohn[19]
- Salomon Ben Baruch Salkind (1806–14. März 1868), einer der ersten Lehrer des Seminars, hebräischer Dichter[20]
- Samuel Joseph Fuenn (russisch финѣ) (1818–1890), Geschichtslehrer des Seminars, Schriftsteller, Verleger, Herausgebern der Zeitschrift Ha-Karmel und Inspektor der staatlichen jüdischen Schulen in Wilna[21]
- Marcus Plungiansky (1814–1883)[22]
- Lazar Lipmann Hurwitz (1815–1852)[23]
- Hirsch Katzenellenbogen (1797–1868), Inspektor des Seminars[24]
- Chaim Lev Katzenellenbogen, Sohn von Hirsch Katzenellenbogen als sein Nachfolger
- Yehudah Idel Shereshevskii (Yehudah Idel ben Binyamin Shersheṿsḳi) (1804–1866), Talmudist und Hebraist
- Il'ia Shereshevskii, Sohn von Yehudah Idel Shereshevskii als sein Nachfolger
- Zwi Hirsch Klaczko (Kljaczko) (1790–1856), Vorsteher der jüdischen Gemeinde in Wilna, gründete mit Nissan Rosenthal die erste jüdische Elementarschule in Wilna[25]
- Wolf Tugenhold (1797–1864), Autor und jüdischer Zensor

### Bekannte Absolventen (Auswahl)
- Abraham Drabkin (1844–1917), Rabbiner in Sankt Petersburg
- Salomon Mandelkern (1846–1902), jüdischer neuhebräischer Dichter, Philologe, Jurist, Übersetzer, Hebraist, Kabbalist, Talmudist, Sprachlehrer, Bibelwissenschaftler, Philosoph, Dolmetscher, Lexikograf, Rabbiner und Schriftsteller
- Abraham Harkavy (Garkavi) (1835–1919), jüdischer Historiker, Bibliothekar und Orientalist
- Aaron Isaakowitsch Sundelewitsch (1853 oder 1854–1923), Rechtsanwalt, Sozialrevolutionär (Narodniki), Gründer eines geheimen Studentenbundes innerhalb des Seminars
- Waldemar Jochelson (1855–1937), Anthropologe, Ethnograph und Linguist
- Jehuda Leib Gordon (1830–1892), Pädagoge, Dichter, Schriftsteller und Autor der Haskala[6]
- Jona(h) Gerstein (Gerštejn) (1827–1891), Pädagoge, Übersetzer, Hebraist und Sonderbeauftragten für jüdische Angelegenheiten des Generalgouverneurs Alexander Lvovich Potapov (russisch Алекса́ндр Льво́вич Пота́пов) (1818–1886)
- Abraham Jacob Paperna (1840–1919), Pädagoge und Autor
- Lev Osipovich Levanda (1835–1885), von 1850 bis 1854 Ausbildung im Seminar (Abschluss als Pädagoge), Schriftsteller und Journalist[26]
- Aharon Shemu'el Lieberman (Aaron Samuel Liebermann) (1843–1880), Übersetzer, Lehrer, politischer Essayist und Begründer des jüdischen Sozialismus in Russland[27]
- Lev Kantor (1849–1915), Rabbiner und Publizist
- Aron (Aaron) Pumpjanskij (1835–1893), Kronrabbiner in Riga
- Solomon Zalkind Minor (1829–1900), nach Abschluss 1854 Oberlehrer für Talmud und rabbinische Literatur des Seminars, 1856 Sonderbeauftragter für jüdische Angelegenheiten beim Generalgouverneur von Wilna, 1869 Rabbiner in Moskau[28]
- Solomon (Shelomoh) Pucher (1829–1899), Kronrabbiner in Mitau von 1859 bis 1890 und Kronrabbiner in Riga Nachfolger von Aron Pumpjanskij (von 1893 bis 1898)[29]
- Adolph Landau (1842–1902), Erzieher und Journalist
- Chaim Lev Katzenellenbogen (1814–1876)
- Nicolai Ignattyevich Bakst (1842–1904), Professor für Medizin
- Osip Ignattyevich Bakst (1834–1895), Übersetzer, Verleger und Revolutionär
- Vladimir Harkavi (1846–1912), Jurist
- Michail Morgulis (1837–1912), Anwalt in Odessa
- Mikhail (Michail Ignatyevitch) Kulisher (1847–1919), Anwalt, Ethnograph und Journalist

## Kommentare zum Erfolg oder Misserfolg des Seminars

### Der Wilnaer Bote
Der Wilnaer Bote berichtet über die Abgänger des Seminars, dass in den Jahren von 1852 bis 1872 282 Absolventen mit dem Reifezeugnis entlassen wurden, aus der theologischen Sektion gingen 72 und aus der Lehrerabteilung 210 Abgänger hervor.
Die Pädagogen wurden nicht nur in den Elementarschulen des Lehrbezirkes Wilna, Warschau und Odessa eingesetzt, sondern auch durch die Regierung als Religionslehrer in den Mädchen- und Knabengymnasien in den südwestlich gelegenen Provinzen des Reiches eingesetzt. Durch ihr erlangtes höheres allgemeines und jüdisches Wissen berief die Regierung sie in administrative und wissenschaftliche Beiräte ein. 93 der Abgänger setzten ihre Weiterbildung in andere Lehranstalten und Universitäten fort und wurden Senatssekretär, Geschworene bei der Bauenregulierung, Staatsanwaltsgehilfen, Mitglieder von Kreisgerichten, Gerichtsassessoren, Militärärzte, Literaten und Advokaten.
Auch vorzeitig abgegangene Schüler machten teils eine Apothekenausbildung, lernten an Veterinärschulen, gingen an Gymnasien und an die Alexandrowskische Eisenbahnbauschule.
Nach der Meinung des Wilnaer Boten war es der Regierung bereits geglückt, einen tüchtigen Stamm gebildeter Männer unter den Juden zu gewinnen, die auf die zurückgebliebene Masse von wohlthätigem Einflusse sind.

### Allgemeine Zeitung des Judentums, Petersburger Briefe 1878
“Im Sommer 1878 berichtete ein russischer Korrespondent der „Allgemeinen Zeitung des Judentums“ (AZJ) in seinen „Petersburger Briefen“ vom Scheitern des Rabbinerseminar Modells in Russland.
Fünf Jahre zuvor waren die von der zarischen Regierung eingerichteten Rabbinerseminare im litauischen Wilna und wolhynischen Zhitomir in Lehrerseminare umgewandelt worden. Der Korrespondent stellte fest, dass es Mitte des Jahrhunderts, als die Institutionen entstanden waren, einfach „noch nicht an der Zeit“ gewesen sei, „Rabbinerschulen zu eröffnen“. Die russische Zivilisierungs- und Bildungsmission gegenüber der jüdischen Bevölkerung bezeichnete er als „Kind rücksichtsloser Gewalt“. Den Juden unterstellte der Korrespondent hingegen eine „Abneigung gegen Bildung“, denn sie nähmen die neuartigen Bildungsinstitutionen ausschließlich als „Todfeind des Glaubens“ und als „Ketzerei“ wahr.
Die Meldung des russischen Korrespondenten verdeckt indes die Tatsache, dass die zarische Regierung durch die Gründung der beiden Rabbinerseminare schneller mit ihrer Bildungsoffensive vorangeschritten war als etwa die deutsche. Bekanntlich entwickelten sich aber die preußisch-deutschen Rabbinerseminare – das konservative Jüdisch-Theologische Seminar in Breslau (gegründet 1854), die reformorientierte Berliner Hochschule für die Wissenschaft des Judentums (1872) und das ebenfalls in Berlin angesiedelte Orthodoxe Rabbinerseminar (1873) – zu den maßgebenden Institutionen für moderne Rabbinerausbildung und jüdische Gelehrsamkeit. Zugleich hob der Korrespondenzartikel der AZJ die besondere Ausgangslage der russisch-jüdischen Bildungseinrichtungen hervor.”